# سولفور کلرید پنتافلوئورید
سولفور کلرید پنتافلوئورید (به انگلیسی: Sulfur chloride pentafluoride) با فرمول شیمیایی SClF
5 یک ترکیب شیمیایی با شناسه پاب‌کم 123330 است. که جرم مولی آن 162.510 g mol-1 می‌باشد. شکل ظاهری این ترکیب، گاز بی‌رنگ است.